# AGCO

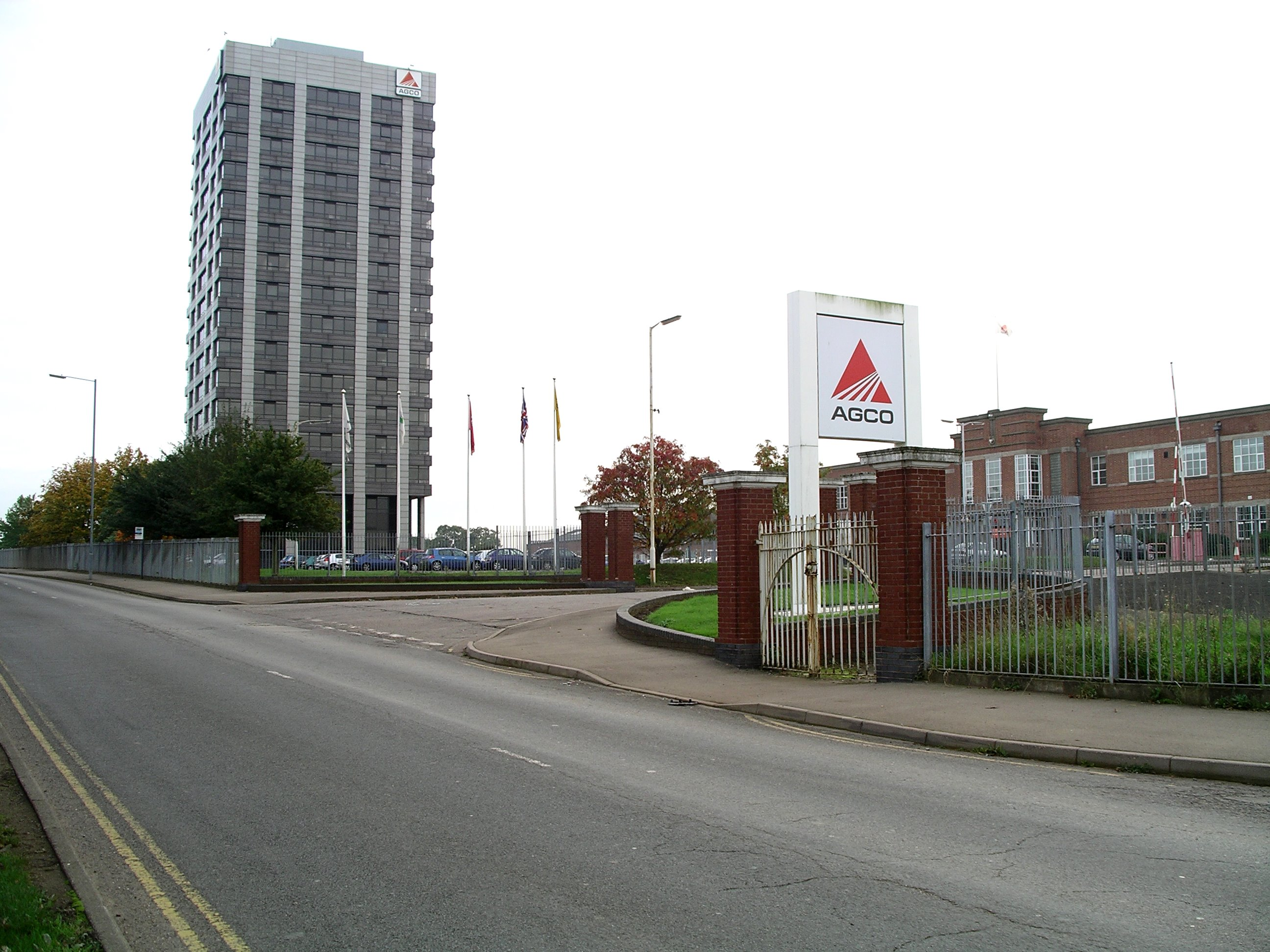
Ehemaliges Werksgelände von AGCO Banner Lane in Coventry, England (vormals Massey Ferguson)

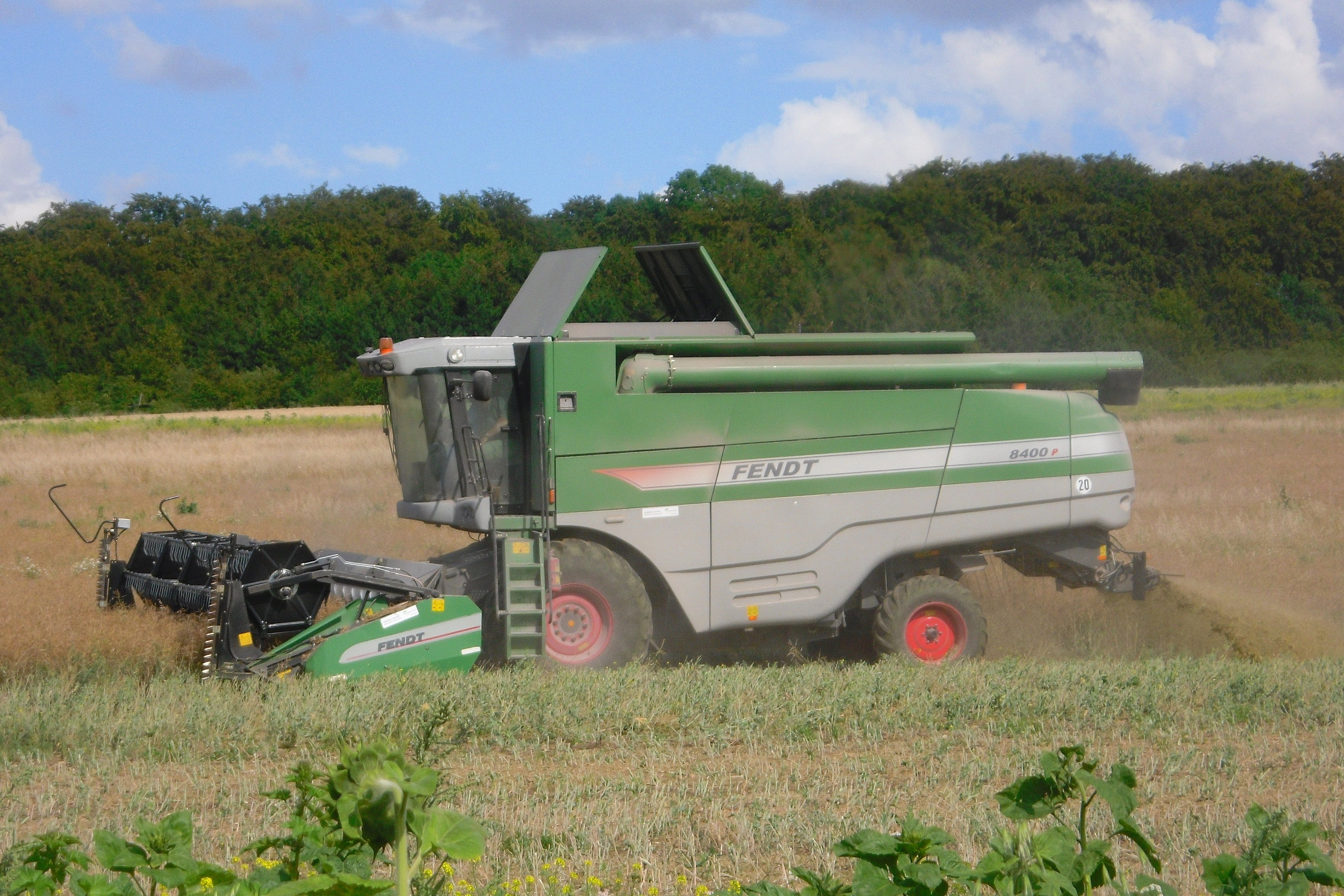
Fendt Mähdrescher im Einsatz

AGCO (Allis-Gleaner Corporation) ist ein US-amerikanischer Industriekonzern mit Hauptsitz in Duluth (Georgia), USA. Der Schwerpunkt der Geschäftstätigkeit liegt in der Entwicklung, der Produktion und dem Vertrieb von Maschinen und Präzisionslandtechnik zur Anwendung im Agrarbereich, vor allem Traktoren und Mähdrescher. Kernmarken sind Fendt, Massey Ferguson, PTx und Valtra.
Der Vertrieb erfolgt weltweit über mehr als 2700 Händler in über 140 Ländern.
Der unter der Firma AGCO International GmbH konzentrierte Unternehmenssitz für Europa und den Nahen Osten befindet sich in Neuhausen, SH.

## Geschichte
Das Unternehmen entstand 1990, als leitende Angestellte von Deutz-Allis die nordamerikanischen Aktivitäten von Klöckner-Humboldt-Deutz mit der Landmaschinen-Marke Deutz-Fahr erwarben (Management-Buy-out). Es wurde dann umbenannt in Allis-Gleaner Corporation, kurz AGCO. Gleaner wurde die Marke für Mähdrescher, während die Produktlinie der Traktoren AGCO Tractors hieß. 1997 wurde mit Renault Agriculture zur Achsenherstellung das 50/50-Joint-Venture Gima gegründet, durch die Übernahme der Renault-Traktoren ist Claas heute AGCOs Kooperationspartner.

### Zukäufe
In den folgenden Jahren wurden zahlreiche Unternehmen und Aktivitäten erworben:
- 1991 Hesston Corporation, ein Hersteller von Erntemaschinen, der wiederum zu 50 % an Case International beteiligt war
- 1991 White Tractor Produktlinie von White-New Idea, einer Tochtergesellschaft der Allied Corporation
- 1993 Massey Ferguson Nordamerika, Vertriebsrechte
- 1993 White-New Idea, Rest
- 1994 Black Machine, Sämaschinen-Produktlinie
- 1994 McConnell Tractors, Hersteller der Knicklenker-Traktoren von Massey Ferguson, entsprechende Traktoren wurde noch bis 2001 unter dem Markennamen AGCOSTAR verkauft
- 1995 Massey Ferguson, weltweite Vertriebsrechte außer Südamerika
- 1996 Deutz Argentina
- 1996 Übernahme des Landmaschinenbereichs von Iochpe-Maxion, Lizenznehmer und Markeninhaber von Massey Ferguson für Südamerika
- 1996 übernahm AGCO von Linamar die Anteile an Portage Manufacturing und an der Western Combine Corporation in Kanada, die für Massey Ferguson Mähdrescher fertigten
- 1997 Fendt in Deutschland (Marktoberdorf)
- 1998 Dronningborg Industries in Dänemark, Hersteller von Massey-Ferguson Mähdreschern
- 1998 Joint Venture mit der Deutz AG zur Produktion von Motoren in Argentinien
- 2001 Ag-Chem Equipment mit den Marken Kurstjens, Terra-Gator und RoGator[6]
- 2002 Challenger-Produktlinie von Caterpillar (siehe: Challenger Equipment)
- 2002 kaufte AGCO von der SPX Corporation den Hersteller von Bodenbearbeitungsgeräten Sunflower Manufacturing
- 2004 Valtra Tractor und Sisu Diesel von der finnischen Kone-Gruppe
- 2007 Joint Venture mit der Argo-Gruppe (je 50 %) zur Führung der Laverda S.p.A., mit deren Tochterunternehmen Fella-Werke in Deutschland, sowie deren 50%igem Tochterunternehmen Gallignani in Italien
- 2010 Übernahme der Laverda S.p.A. (einschließlich Fella-Werke) zu 100 Prozent[7][8] und Sparex Holdings Ltd (Ersatzteile)[9]
- 2011 erwarb AGCO eine Beteiligung von 10 % am finnischen Mähdrescher- und Forstmaschinenhersteller Sampo Rosenlew[10] und GSI Holding Corp. (Grain Storage)[9]
- 2011 Erwerb der GSI Holdings Corp., einen Hersteller von Getreidelager- und Eiweißanlagen[11]
- 2017 Übernahme der Grünerntetechnik von Lely mit den Standorten in Wolfenbüttel (Rundballenpressen) sowie Waldstetten (Ladewägen).[12]
- 2023 Übernahme von NEXT Farming[13]
- 2024 Joint Venture und Übernahme von ca. 80 % mit PTx Trimble[14]
- 2024 Verkauf der Sparte Grain & Protein mit den Marken Automated Production (AP), Cimbria, Cumberland, GSI und Tecno an American Industrial Partners (AIP)[15]

## Produktionsstandorte

### Europa
| Unternehmen           | Staat       | Stadt             | Produkte                                               | Bemerkung                 |
| --------------------- | ----------- | ----------------- | ------------------------------------------------------ | ------------------------- |
| AGCO GmbH             | Deutschland | Marktoberdorf     | Traktoren, Getriebe                                    | Fendt-Stammwerk           |
| AGCO GmbH             | Deutschland | Asbach-Bäumenheim | Traktorkabinen                                         |                           |
| AGCO GmbH             | Deutschland | Feucht            | Futtererntetechnik                                     | ehemals Fella             |
| AGCO GmbH             | Deutschland | Wolfenbüttel      | Rundballenpressen                                      | ehemals Welger            |
| AGCO Hohenmölsen GmbH | Deutschland | Hohenmölsen       | Feldhäcksler, Selbstfahrende Feldspritzen, Komponenten |                           |
| AGCO Power Oy         | Finnland    | Linnavuori        | Dieselmotoren                                          |                           |
| Valtra Oy AB          | Finnland    | Suolahti          | Traktoren, Getriebe                                    | Valtra-Stammwerk          |
| AGCO S.A.S.           | Frankreich  | Beauvais          | Traktoren                                              | Massey-Ferguson-Stammwerk |
| GIMA                  | Frankreich  | Beauvais          | Getriebe, Heckkraftheber                               | Joint Venture mit Claas   |
| Laverda AGCO S.p.A.   | Italien     | Breganze          | Mähdrescher                                            | ehemals Laverda           |

### Nordamerika
| Unternehmen | Staat              | Stadt               | Produkte                                       | Bemerkung |
| ----------- | ------------------ | ------------------- | ---------------------------------------------- | --------- |
| AGCO        | Mexiko             | Querétaro           | Traktoren, Mähdrescher, Futtererntetechnik     |           |
| AGCO        | Vereinigte Staaten | Beloit (Kansas)     | Sämaschinen                                    |           |
| AGCO        | Vereinigte Staaten | Hesston (Kansas)    | Mähdrescher, Ballenpressen, Futtererntetechnik |           |
| AGCO        | Vereinigte Staaten | Jackson (Minnesota) | Raupentraktoren, Selbstfahrende Feldspritzen   |           |

### Südamerika
| Unternehmen | Staat       | Stadt                            | Produkte                                                                             | Bemerkung |
| ----------- | ----------- | -------------------------------- | ------------------------------------------------------------------------------------ | --------- |
| AGCO        | Argentinien | General Rodriguez (Buenos Aires) | Traktoren, Mähdrescher, Dieselmotoren                                                |           |
| AGCO        | Brasilien   | Canoas                           | Traktoren                                                                            |           |
| AGCO        | Brasilien   | Ibirubá (Rio Grande do Sul)      | Sämaschinen, Anbaugeräte                                                             |           |
| AGCO        | Brasilien   | Santa Rosa (Rio Grande do Sul)   | Mähdrescher                                                                          |           |
| AGCO        | Brasilien   | Mogi das Cruzes                  | Traktoren, Selbstfahrende Feldspritzen, Zuckerrohrernter, Dieselmotoren, Generatoren |           |

### Asien
| Unternehmen | Staat | Stadt     | Produkte                  | Bemerkung |
| ----------- | ----- | --------- | ------------------------- | --------- |
| AGCO        | China | Changzhou | Traktoren                 |           |
| AGCO        | China | Yanzhou   | Traktoren, Erntemaschinen |           |

## Markennamen

### Kernmarken
Die Produkte des AGCO-Konzerns werden durch vier Kernmarken vertrieben:
| - Fendt - Massey Ferguson | - PTx - Valtra |

### Weitere Marken
| - AGCO Customer Support - AGCO Finance - AGCO Parts - AGCO Parts Genuine Care - AGCO Power | - Gleaner - Precision Planting - PTx Trimble - Sunflower - TerraGator |

### Frühere Marken
| - AGCO Allis - AGCO Tractors - AGCOSTAR - Challenger - Farmhand | - Glencoe - New Idea - Soilteq - White - Tye | - Laverda - RoGator - SpraCoupe - Fella - White Planters | - Willmar - Hesston - Automated Production (AP) - Cimbria | - Cumberland - GSI - Tecno - Lely |